# Friedrich August Neuman

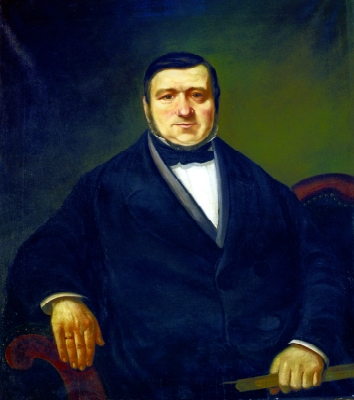
Friedrich August Neuman

Friedrich August Neuman (* 19. März 1805 in Eupen; † 28. Juni 1881 in Aachen) war ein deutscher Unternehmer und Gründer des Unternehmens F. A. Neuman.

## Leben
Friedrich August Neuman wurde als Sohn des Tuchfabrikanten Walter Kornelius Neuman und seiner Frau Katharina Neuman geb. Driessen in Eupen geboren. Er hatte mindestens zwei ältere Brüder, Johann Leonard Neuman (* 1796; † 1848 Aachen) und Karl Neuman (* 2. Mai 1794; † 9. Dezember 1869 in Jekaterinoslaw). 1821 zog die Familie Neuman nach Aachen, wo Johann Leonard unter der Firma Neuman & Bilstein eine Kupferschmiedewerkstatt betrieb. Friedrich August Neuman lernte dort das Kupferschmiedehandwerk. 1829 nahmen sein Bruder und dessen Schwager Theodor Esser ihn als Partner und Werkführer in die neu gegründete Firma Neuman & Esser auf. 1841 baute dieses Unternehmen u. a. in Zusammenarbeit mit der britischen Imperial-Continental-Gas-Association die ersten Gasbehälter Deutschlands in Köln. 1845 galt es als eine der bedeutendsten Kupferschlägereien der Rheinprovinz. 

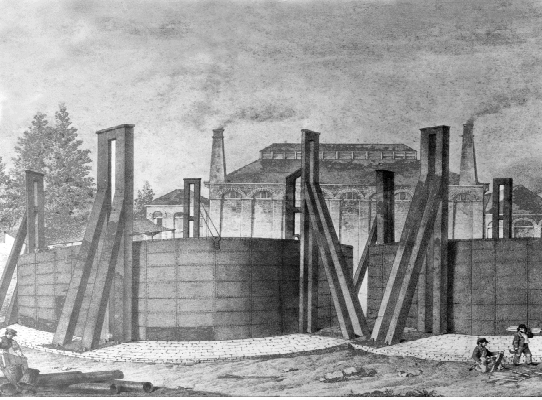
Gasbehälter in Köln 1841

Nach dem Tod Johann Leonard Neumans im August 1848 machte Friedrich August sich am 1. Januar 1849 selbstständig und errichtete eine Kupferschmiedewerkstatt in der Kleinmarschierstraße 1222. Dort stellte er zunächst Brandspritzen, Gasbehälter und Siederöhren für Dampfmaschinen und Lokomotiven her. Schon bald schaffte er eine Betriebsdampfmaschine von 50 PS an, die jedoch 1852 explodierte, wobei sechs Personen verletzt wurden. Daraufhin forderte die Stadt Aachen Neuman auf, den Betrieb aus der Altstadt auszulagern. 
Am erfolgreichsten verlief das Geschäft mit Gaskesseln, die zur Lagerung des gerade aufkommenden Stadtgases von den Städten mehr und mehr vor allem zur Straßenbeleuchtung benötigt wurden. 1863 hatte sein Betrieb bereits 78 Gaskessel in der Form der Glockengasbehälter montiert. 
Am 1. Juli 1867 übergab Neuman die Betriebsleitung an seinen Sohn Friedrich Joseph Hubert Neuman, der das Unternehmen tatkräftig weiterentwickelte. 1868 erfolgte die Inbetriebnahme einer Anlage zur Gewinnung von Leuchtgas aus Petroleumrückständen. 1871 wurde ein Teil des Betriebs einschließlich einer neuen Dampfkesselanlage in die Turmstraße verlegt und ab 1883 wurden dort Gas- und Flüssigkeitsbehälter zusammengenietet. 
1881 starb Neuman im Alter von 76 Jahren in Aachen und fand seine letzte Ruhestätte auf dem Aachener Ostfriedhof. Seine Ururur- bzw. Urururur-Enkel sind die Tenöre Christoph und Julian Prégardien.